# مینی پیورل
مینی پیورل (انگلیسی: Minnie Pwerle; between 1910 and 1922 – ۱۸ مارس ۲۰۰۶) نقاش اهل استرالیا بود.